# Сила (национальный парк)
Сила (итал. Sila) — национальный парк в итальянской области Калабрия.

## Обзор
Национальный парк Сила — охраняемая территория, расположенная в самом центре горного плато Сила и охватывающая 73 695 гектаров. Штаб-квартира парка расположена в Лорике, а его территория охватывает три из пяти провинций Калабрии: провинцию Катандзаро, провинцию Козенца и провинцию Кротоне.
Общественное движение, которое началось в 1923 году, когда в Италии люди начали серьёзно говорить об охраняемых природных территориях, привело к созданию первых национальных парков. Парк Сила был создан в 1997 году с принятием закона № 344, но окончательное учреждение состоялось указом Президента Республики 14 ноября 2002 года. Международный координационный совет программы МАБ (Человек и биосфера) на своей 26-й сессии в Йёнчёпинге, Швеция, одобрил включение Силы в качестве 10-го итальянского биосферного заповедника во всемирную сеть объектов передового опыта ЮНЕСКО.

## История

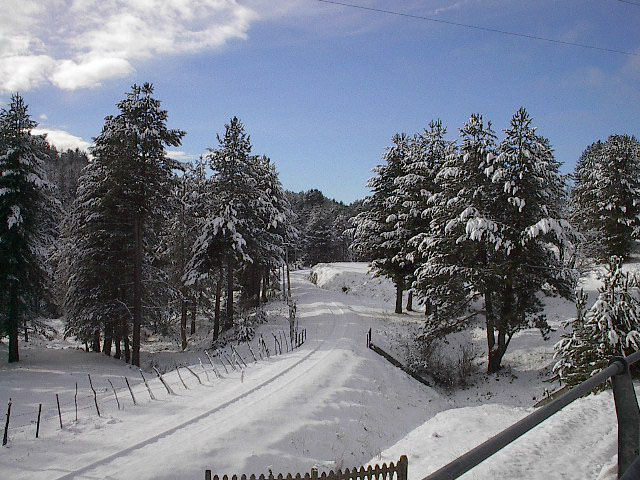
Зима в Национальном парке Сила

Национальный парк Сила был основан в 2002 году, когда 14 ноября 2002 года он обрёл собственную структуру управления и администрирования (опубликовано в «Официальном журнале Итальянской Республики» № 63 от 17 марта 2003 года) после законодательного процесса, который ознаменовал его путь, несколько раз перекраивая территориальные границы из-за острых конфликтов между муниципалитетами, входящими в состав самого парка.